# Michèle Command
Michèle Command   (27 de novembre de 1946) és una soprano francesa.

## Biografia
Va estudiar al Conservatori de Grenoble i després al Conservatori de París, on va guanyar per unanimitat el primer premi de cant i art líric més un premi especial del jurat.
Va debutar a l'Òpera de Lyon, en el paper de Musette de La Bohème, després el director Michel Plasson la va convidar al "Capitole de Toulouse", on va cantar Fiordiligi, Donna Elvira, Micaëla, Violetta. Rolf Liebermann li confia el paper de Portia a Le Marchand de Venise de Reynaldo Hahn, a la Salle Favart.
És a l'origen del Concurs Internacional de Cant i de les classes magistrals a Canari, Còrsega, on fa deu anys que imparteix classes. Va ser durant dotze anys professora de cant al Conservatori del V districte de París.

## Alguns papers notables a l'òpera
- Mélisande a Pelléas et Mélisande de Claude Debussy
- Fiordiligi a Così fan tutte de Wolfgang Amadeus Mozart
- Catherine d'Aragon a Henry VIII de Camille Saint-Saëns
- Mimi a La Bohème de Giacomo Puccini
- Desdémone a Otello de Giuseppe Verdi
- Médée a Médée de Luigi Cherubini (versió original en Francès) al "Théâtre Impérial de Compîègne"
- Mireille a Mireille de Charles Gounod a l'"Opéra Comique"